# قصر السعادة (المرسى)
قصر السعادة هو قصر تونسي موجود بمدينة المرسى و هو حاليا مقر البلدية.

شيّده الناصر باي إكراما لزوجته العلجية قمر و كان ذلك خلال الحرب العالمية الأولى بين سنتي 1914 و 1915 اشترته حكومة الحماية سنة 1953 من الشّاذلي حيدر.